# Jez ve Vyšším Brodě

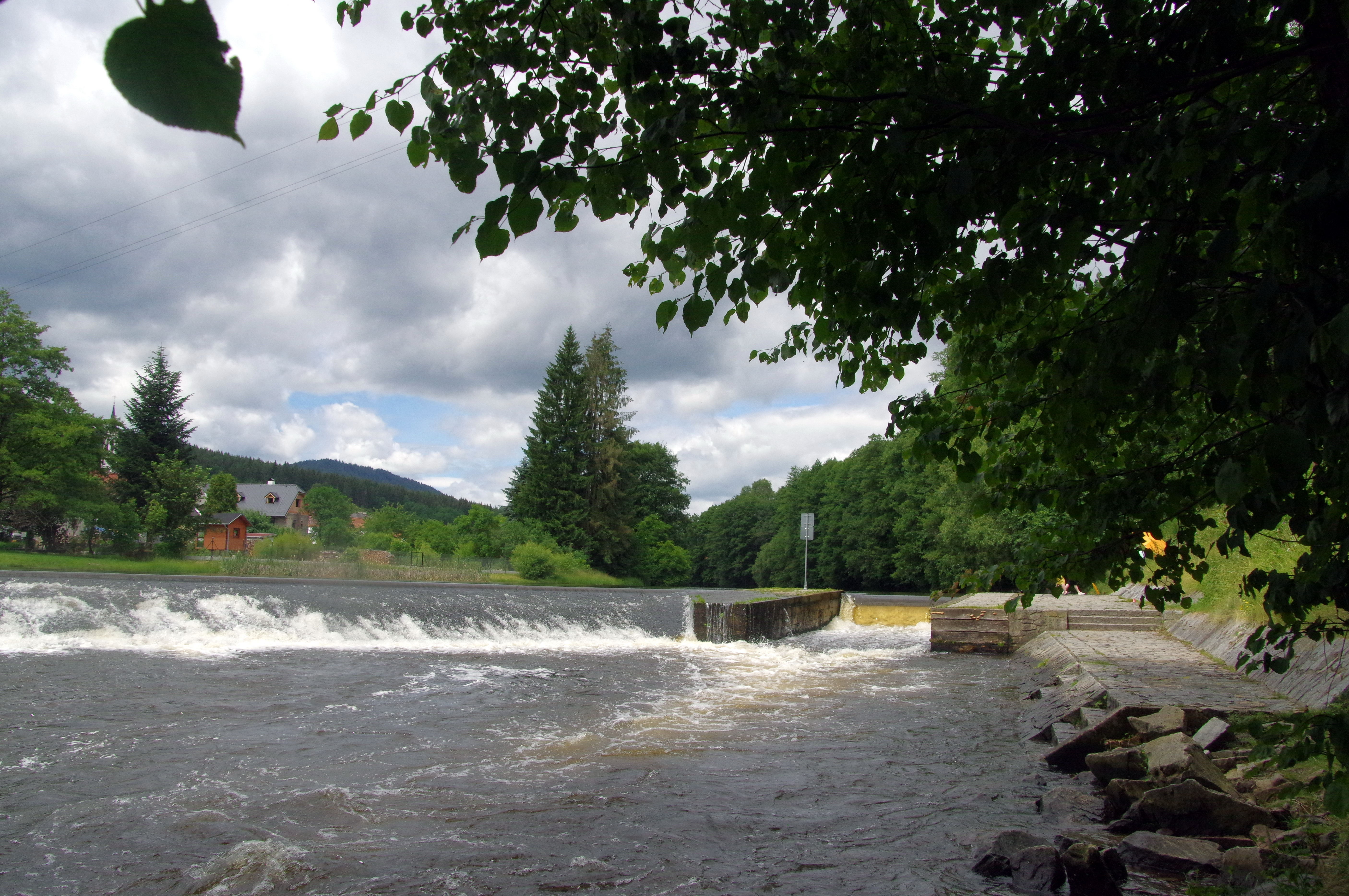
Pohled k jezu a propusti zdola

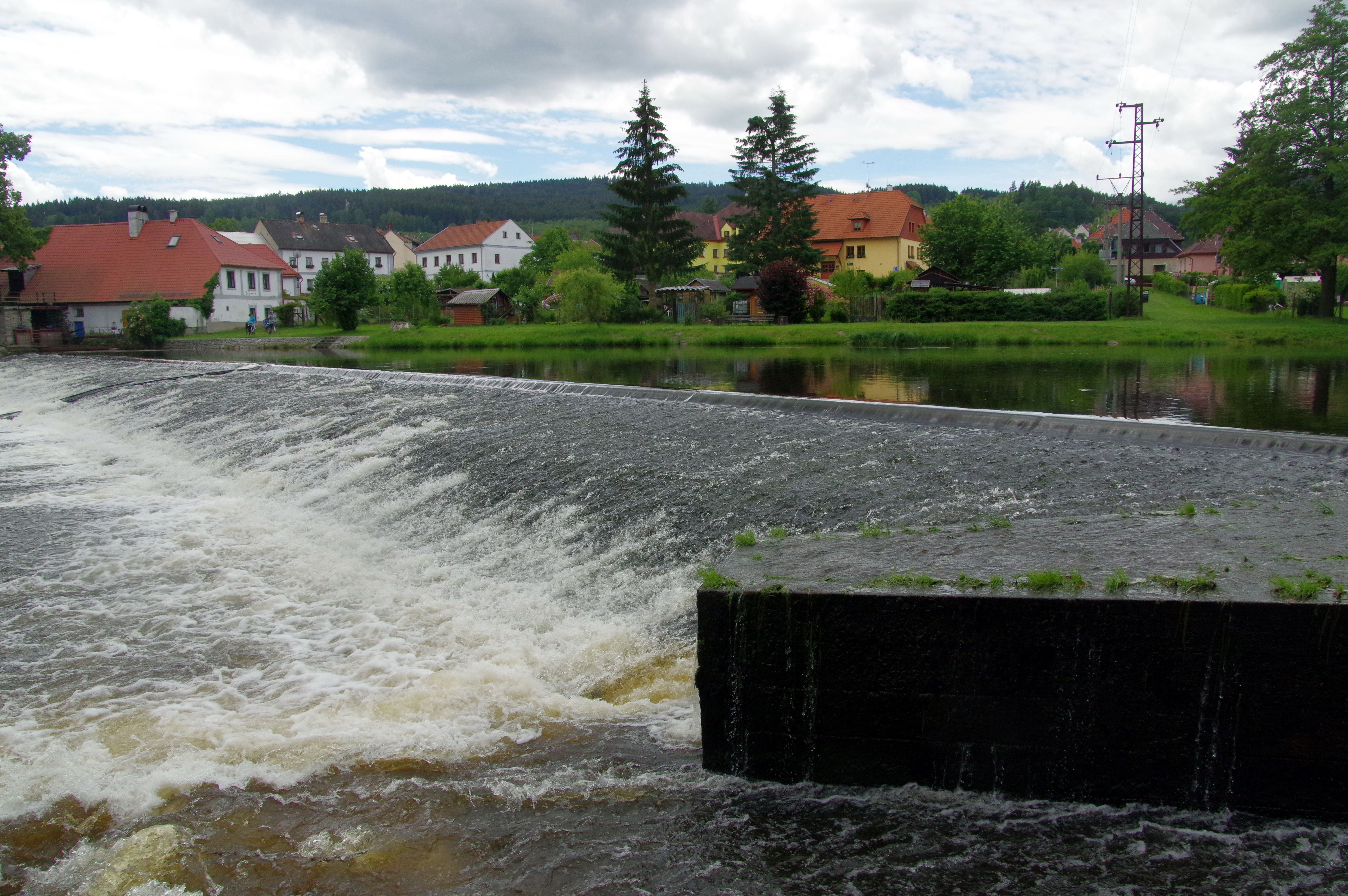
Pohled k Bílému mlýnu

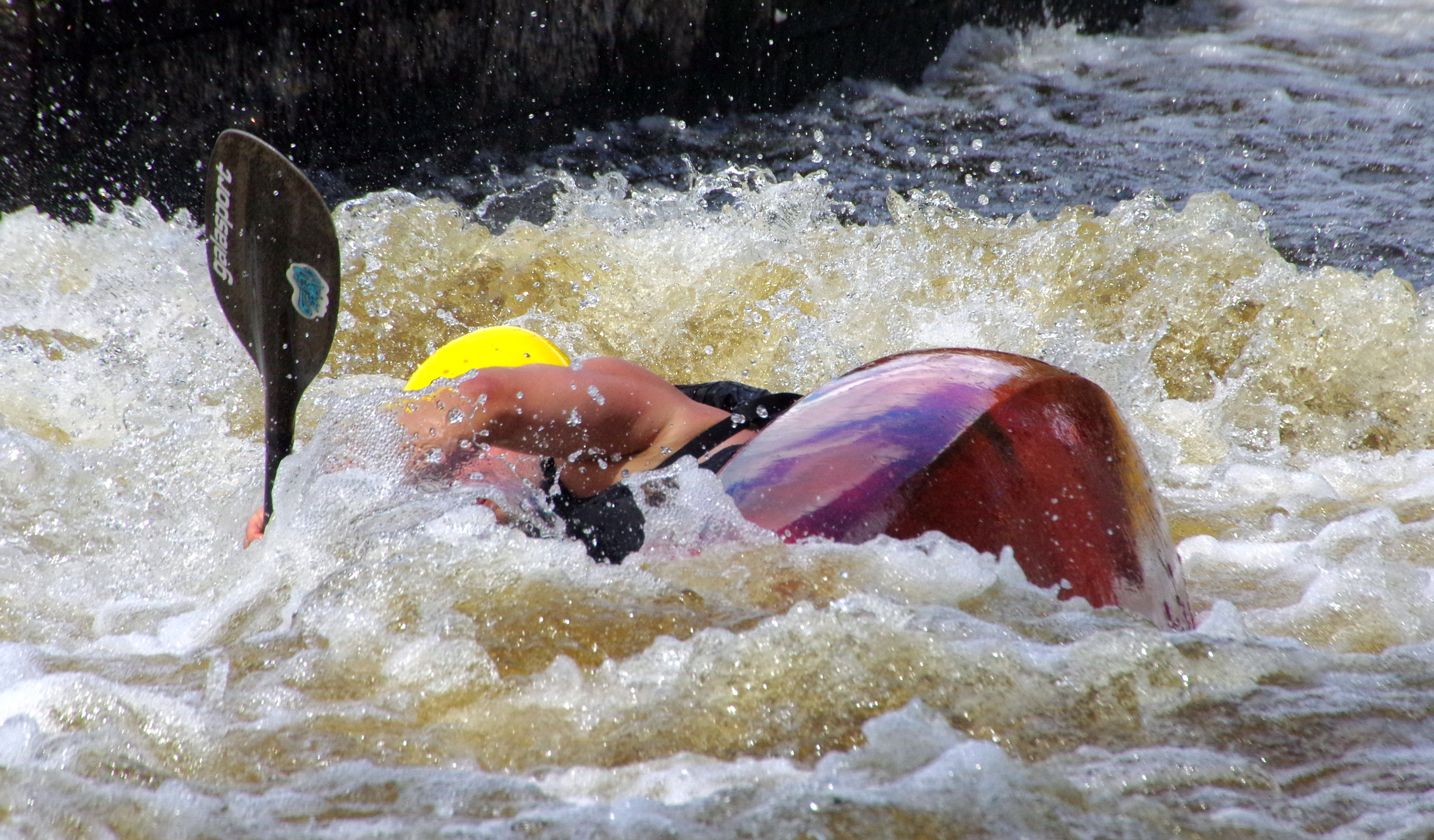
Pro některé vodáky je průjezd propustí výzvou

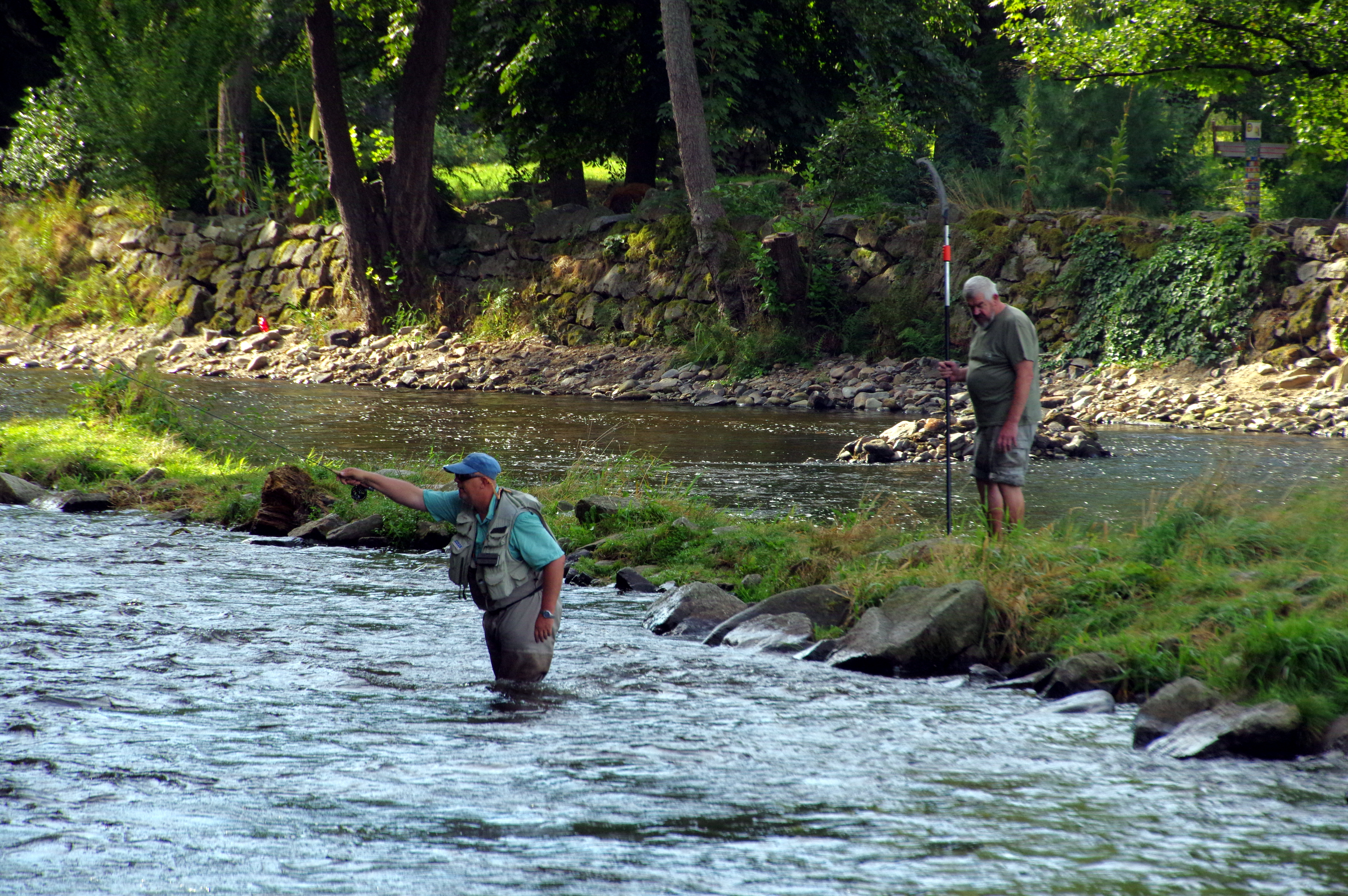
Ostrůvky pod jezem využívají rybáři

Jez ve Vyšším Brodě, známý také jako jez U Bílého mlýna, se nachází na Vltavě ve městě Vyšší Brod v okrese Český Krumlov v Jihočeském kraji. Jde o nemovitou kulturní památku Česka chráněnou od roku 1998.

## Popis a historie
Jez se nalézá asi půl kilometru severně od centra města. Přes řeku vede šikmo směrem napravo a jeho přesná poloha je říční kilometr 317,922. Nejstarší datace dochovaná na stavbě jezu pochází z roku 1675. Jeho výstavba sloužila přilehlému Bílému mlýnu čp. 11, kterému vzdouval vodu na náhon. Jde o poslední vltavský jez, na kterém se dochovala vorová propust a jeho původní konstrukce. Jako poslední vor, který  propustí u Bílého mlýna proplul, je zdokumentováno téměř osmdesátimetrové plavidlo zhotovené na zakázku tehdejší Československé televize. Vor plul z Vyššího Brodu do Branné dne 20. dubna 1966 a jeho stavba i samotná plavba je zdokumentována ve 12. díle cyklu Vltava v obrazech pořadu České televize Hledání ztraceného času.
V roce 1996 podalo Sdružení pro Vltavu návrh jez prohlásit kulturní památkou, což také doporučil Národní památkový ústav České Budějovice, a návrh byl téhož roku ministerstvem kultury přijat. Oficiální vyhlášení proběhlo v roce 1998.
V letech 2000–2001 prošel jez opravou. Proti kvalitě provedení rekonstrukce byly vzneseny námitky, a to mimo jiné kvůli nedodržení původních rozměrů vorové propusti a prostoru pod ní, stočení její osy a poloze schodů na přenášení lodí, což může být pro vodáky nebezpečné. Za nekvalitní kritici považují betonovou výplň, která se již v roce 2001 drolila a vylamovaly se z ní vložené kameny.
V první polovině roku 2019 jez prošel další rekonstrukcí, při které byly mimo jiné vyměněny dubové trámy propusti, osazeny svislé piloty konstrukce a opraveno dláždění z lomového kamene a betonu. Pro vodáky bylo vylepšeno nástupní místo, z výjezdu odstraněny některé kameny a prodloužena náplavka.
Pro vodáky je jez sjízdný výše zmíněnou propustí, případně jej lze vlevo podél ní přenášet. Propust má nahoře asi 50cm skok. K Bílému mlýnu s dochovanou stavbou mlýnice a obytnými částmi, který stojí na pravém břehu řeky, byla přistavěna vodní elektrárna.